# Hogwarts: An Incomplete and Unreliable Guide
Hogwarts: An Incomplete and Unreliable Guide  (tiếng Việt: Hogwarts: Một Hướng dẫn Không đầy đủ và Không đáng tin cậy) là cuốn sách điện tử được viết bởi J.K. Rowling. Sách được phát hành dưới nhiều ngôn ngữ vào ngày 6 tháng 9 năm 2016.
Dưới cái tên chung Pottermore Presents, 3 cuốn sách mới bao gồm Truyện ngắn về Hogwarts dành cho quyền lực, chính trị và những yêu tinh gây phiền toái (Short Stories from Hogwarts of Power, Politics and Pesky Poltergeists), Truyện ngắn từ Hogwarts về Chủ nghĩa Anh hùng, Gian nan Vất vả và Những Thú vui Nguy hiểm (Short Stories from Hogwarts of Heroism, Hardship and Dangerous Hobbies) và Hogwarts: Một Hướng dẫn Không đầy đủ và Không đáng tin cậy (Hogwarts: An Incomplete and Unreliable Guide).
Pottermore Presents chỉ được phát hành dưới dạng sách điện tử và được phân phối bởi Amazon, Barnes & Noble cũng như Apple Store. Lý giải cho điều này, nhiều người cho rằng không ít mẩu truyện trong 3 cuốn sách mới từng được đăng tải miễn phí trên website Pottermore. Bằng cách tổng hợp lại và phát hành thành sách điện tử, người hâm mộ không cần phải tìm kiếm trên website Pottermore để đọc những bài viết mà mình yêu thích. 

## Nội dung
Quyển sách nói về Học viện Ma thuật và Pháp thuật Hogwarts, sân trường, những người sinh sống lâu năm tại đây, tìm hiểu thêm một số bài học và khám phá những bí mật của tòa lâu đài.